# Astragalus lacus-valashti
Astragalus lacus-valashti är en ärtväxtart som beskrevs av Maassoumi, Podlech och Jalili. Astragalus lacus-valashti ingår i släktet vedlar, och familjen ärtväxter. Inga underarter finns listade i Catalogue of Life.